# Expéditions du Touat et du Gourara
Les expéditions du Touat et du Gourara en 1579 et 1589, sont des tentatives de la régence d'Alger de sécuriser cette région face aux pillages des nomades du Tafilalet.

## Contexte
Au début du XVIe siècle, les ksouriens du Touat relèvent de la dynastie zianide du maghreb central dont la capitale est Tlemcen. Les ksouriens doivent faire face à des rezzou de nomades venu du Tafilalt au nord-ouest. À la suite de l'effondrement des Zianides, et l'annexion de leur territoire par la régence d'Alger, les ksouriens du Touat-Gourara savent à quelle autorité ils peuvent s’adresser pour obtenir des renforts : le Dey d'Alger.
Ces expéditions algéro-turques sur le Touat de 1579 et 1589, démontrent également un intérêt pour l'or saharien. Les chérifs saadiens tirent également une bonne partie de leur or du commerce de cette région.